# علاجات مرض السرطان
يمكن علاج السرطان عن طريق الجراحة، والعلاج الكيميائي، العلاج الإشعاعي، العلاج المناعي، أو العلاج باستخدام الأجسام المضادة وحيدة النسيلة أو وسائل أخرى. اختيار العلاج يعتمد على مكان ودرجة الورم ومرحلة المرض، فضلا عن الحالة العامة للمريض (حالة الأداء). وهناك أيضا عدد من الطرق التجريبية لعلاج السرطان قيد التطوير.
الهدف من العلاج هو الإزالة الكاملة للسرطان دون ضرر لباقي الجسم. أحيانا يمكن أن يتحقق هذا عن طريق الجراحة، ولكن ميل السرطان لغزو الأنسجة المجاورة أو الانتشار إلى مواقع بعيدة بواسطة الانبثاث المجهري غالبا ما يحد من فعاليتها. العلاج الكيميائي أيضا فعاليته تقتصر في كثير من الأحيان إلى مقدار ما تسببه من سمية للأنسجة الأخرى في الجسم. الإشعاع يمكن أيضا أن يسبب الضرر لأنسجة طبيعية.
لان «السرطان» يشير إلى فئة من الأمراض، 
فمن غير المحتمل أن يكون هناك في أي وقت «علاج واحد للسرطان» مثلما لن يوجد هناك علاج واحد لجميع الأمراض المعدية.
اعتقد سابقا أن مثبطات تكوين الأوعية الدموية لديها إمكانية ان تكون بمثابة «العلاج السحري» لأنواع عديدة من السرطان، ولكن هذا لم يكن الحال في الممارسة العملية.

## الجراحة
من الناحية النظرية يمكن الشفاء من جميع أنواع السرطان (ماعدا سرطان الدم)، إذا أزيلت تماما بعملية جراحية، [بحاجة لمصدر] ولكن هذا ليس ممكنا دائما. حيث أحيانا ينتشر السرطان إلى مواقع أخرى في الجسم قبل الجراحة، وفي مثل هذه الحالات عادة ما يكون الاستئصال الجراحي الكامل مستحيلا. في نموذج هالستيد (إنجليزي) (Halstedian Model) لتقدم السرطان، تنمو الأورام موضعيا، ثم تنتشر إلى الغدد الليمفاوية، ثم إلى باقي الجسم. وقد أدى ذلك إلى شعبية العلاجات الموضعية فقط مثل جراحة الأورام السرطانية الصغيرة. حتى الأورام الصغيرة الموضعية يتم اعتبارها بطريقة متزايدة أنها تمتلك إمكانات الانتقال إلى أماكن أخرى بعيدة.
من أمثلة العمليات الجراحية للسرطان: استئصال سرطان الثدي لحالات سرطان الثدي، واستئصال البروستاتا لسرطان البروستاتا وجراحة سرطان الرئة للخلايا غير الصغيرة لحالات سرطان الرئة. قد يكون الهدف من الجراحة إزالة الورم فقط، أو العضو المصاب بأكمله. الخلية سرطانية تكون غير مرئية للعين المجردة وعلى الرغم من ذلك يمكن أن تنمو إلى ورم جديدة في عملية تسمى الانتكاسة. لهذا السبب، فإن الطبيب المختص بعلم الأمراض يفحص العينة جراحية (التي تم استئصالها أثناء الجراحة) لتحديد ما إذا كان النسيج المحيط بها طبيعي، وبالتالي تقليل فرصة وجود خلايا سرطانية مجهرية في جسم المريض.
بالإضافة إلى إزالة الورم الرئيسي، تكون الجراحة ضرورية لتحديد مرحلة الورم (حجم الورم ومدى انتشاره في عقد ليمفاوية مجاورة) تحديد مرحلة الورم هو المحدد الرئيسي للتشخيص والحاجة إلى استخدام علاجات مساعدة.
أحيانا تكون الجراحة أمر ضروري للسيطرة على الأعراض، مثل الحالات التي يسبب الورم بزيادة الضغط على الحبل الشوكي أو انسداد في الأمعاء. فيما يعرف بالعلاج المسكن أو الملطف.

## العلاج الإشعاعي
العلاج بالإشعاع (وتسمى أيضا العلاج الإشعاعي العلاج بالأشعة السينية، أو التعرض للإشعاع) هو استخدام الأشعة المؤينة لقتل الخلايا السرطانية وتقليص حجم الأورام. يمكن تقديم العلاج الإشعاعي خارجيا عن طريق إشعاع خارجي (external beam radiotherapy—EBRT) أو داخليا عن طريق العلاج الإشعاعي الموضعي. ويقتصر أثر العلاج الإشعاعي على المنطقة المستهدفة التي يتم معالجتها. العلاج الإشعاعي يجرح أو يدمر الخلايا في المنطقة المعالجة («النسيج الهدف») عن طريق اتلاف مواد وراثية، مما يجعل من المستحيل ان تستمر هذه الخلايا في النمو والانقسام. على الرغم من أن الضرر الإشعاعي يصيب الخلايا السرطانية والخلايا الطبيعية على حد سواء، تستطيع معظم الخلايا الطبيعية على التعافي من تأثيرات الإشعاع وتعود لوظائفها الطبيعية. والهدف من العلاج بالإشعاع هو اتلاف أكبر عدد ممكن من الخلايا السرطانية، مع الحد من الضرر للأنسجة السليمة المجاورة. ومن ثم، يتم العلاج الإشعاعي على جرعات حتى يتسنى للأنسجة السليمة (التي تأثرت من الإشعاع) ان تستعيد طبيعتها بين الجرعات.
ويمكن استخدام العلاج الإشعاعي لعلاج جميع أنواع الأورام الصلبة، بما في ذلك سرطانات الدماغ والثدي وعنق الرحم وسرطان الحنجرة والرئة والبنكرياس والبروستاتا والجلد وسرطان المعدة والرحم أو سرطان الأنسجة الرخوة. كما يستخدم الإشعاع لعلاج اللوكيميا وسرطان الغدد الليمفاوية. تعتمد جرعة الإشعاع الموحهة إلى كل موقع على عدد من العوامل منها حساسية كل نوع من أنواع السرطان للإشعاع، وإذا كانت هناك أنسجة أو أعضاء المجاورة يمكن ان تضرر بفعل الإشعاع. وهكذا، كما هو الحال مع كل شكل من أشكال العلاج، لا يخلو العلاج بالإشعاع من الآثار الجانبية.

## العلاج الكيميائي
العلاج الكيميائي هو العلاج من السرطان باستخدام العقاقير («الأدوية المضادة للسرطان») التي يمكن أن تدمر خلايا السرطان. في الاستخدام الحالي، يشير مصطلح «العلاج الكيميائي» عادة إلى الأدوية السامة للخلايا التي تؤثر على سرعة انقسام الخلايا بشكل عام، على النقيض مع العلاج الموجهة (أنظر أدناه). أدوية العلاج الكيميائي تتداخل مع عملية انقسام الخلايا بطرق عديدة ممكنة، على سبيل المثال مع عملية استنساخ الحمض النووي أو انفصال الصبغيات التي تشكلت حديثا. معظم أشكال العلاج الكيميائي تستهدف جميع الخلايا التي تنقسم بسرعة وليست محددة لخلايا السرطان، على الرغم من أن درجة ما من اختصاص هذه الأدوية بالتأثير على خلايا السرطان قد يأتي من عدم قدرة العديد من الخلايا السرطانية إصلاح التلف في الحمض النووي، في حين أن الخلايا الطبيعية تستطيع عموما. وبالتالي، فالعلاج الكيميائي لديه قدرة محتملة على الحاق ضرر بأنسجة سليمة، وخاصة تلك الأنسجة التي يتم احلالها وتجديدها بمعدلات سريعة (مثل بطانة الأمعاء). تتمكن هذه الخلايا عادة من إصلاح انفسهم بعد جرعات العلاج الكيميائي.
لأن بعض الأدوية العمل معا بشكل أفضل من استخدامها بمفردها، كثيرا ما يتم استخدام اثنين أو أكثر من الأدوية في نفس الوقت. ويسمى ذلك «مجموعة العلاج الكيميائي»، ويعطي معظم نظم العلاج الكيميائي في مجموعات.
قد يتطلب علاج بعض أنواع سرطان الدم وبعض الأورام اللمفاوية استخدام جرعة كبيرة من العلاج الكيميائي، وتعريض الجسم بأكمله للإشعاع. (total body irradiation—TBI) هذا العلاج يعمل على اذابة النخاع العظمي، وبالتالي قدرة الجسم على استعادة إعادة تكوين الدم. لهذا السبب يتم زراعة نخاع العظم، أو خلايا الدم الجذعية في الأطراف قبل الجزء من العلاج الذي يسبب ذوبان خلايا النخاع حتى يتسنى «الإنقاذ» بعد جرعة العلاج. ويسمى ذلك هذا زرع الخلايا الجذعية الذاتي. وبدلا من ذلك يمكن زراعة الخلايا الجذعية المكونة للدم، وعن طريق من متبرع مطابق من غير الأقرباء.

## العلاجات الموجهة
العلاج الموجه، والذي أصبح متاحا لأول مرة في أواخر 1990s، له تأثير كبير في علاج بعض أنواع السرطان، ويعتبر حاليا موضوع بحث به نشاط كبير. وهو عبارة عن استخدام بعض المواد المحددة للبروتينات الغير طبيعية التي تتكون في خلايا السرطان. وتكون هذه المواد ذات الجزيئات الصغيرة مثبطات لمجالات انزيمية في أنواع بروتينات متحولة اوتم إنتاجها بكميات أكثر من الطبيعية أو خلاف ذلك البروتينات الحيوية داخل الخلايا السرطانية. الأمثلة البارزة هي مثبطات انزيم تيروزين كيناز مثل:(imatinib/ايمانيتيب) (جليفيك / Glivec) و (جيفينيتيب/gefitinib) (اريسا/Iressa).
العلاج بالأجسام المضادة وحيدة النسيلة هو إستراتيجية أخرى للعلاج الموجه حيث يكون فيها العامل المستخدم هو جسم مضاد يرتبط بوجه التحديد على أحد أنواع البروتينات الموجودة على سطح الخلايا السرطانية. ومن الأمثلة على ذلك الجسم المضاد لاتش أي ار 2/ محفز التراستوزماب
Anti-HER2/neu trastuzumab (هيرسيبتين Herceptin) المستخدمة في سرطان الثدي، والجسم المضاد لسي دي 20 ريتوكسيماب anti-CD20 [[rituximab، المستخدمة لعلاج مجموعة متنوعة من خلايا الأورام الخبيثة (ب).
يشمل العلاج الموجه أيضا سلاسل صغيرة من البروتينات (الببتيد الصغيرة) تعمل ك «أجهزة صاروخية موجه» والتي يمكن ان ترتبط بمستقبلات على سطح الخلية أو بمادة النسيج الخلوي المحيط بالورم. النويدات المشعة المربوطة بهذه الببتيدات (على سبيل المثال ال ار دي جي RGDs) تقتل الخلايا السرطانية في نهاية المطاف إذا استطاعت ان تضمحل وتبث اشعاعها في المنطقة المجاورة للخلية المصابة. خصوصا الأنواع الجزئية oligo أو متعددة النظائر multimers من هذه الأشكال ذات أهمية كبيرة، لأنها يمكن أن تؤدي إلى زيادة دقة وشره المادة المعالجة للورم.
العلاج الضوئي (بي دي تيPDT) هو العلاج الثلاثي لمرض السرطان التي تنطوي على المواد المثيرة للضوء، وأكسجين الأنسجة، والضوء (في كثير من الأحيان باستخدام الليزر). ويمكن استخدام العلاج الضوئي لعلاج سرطان الخلايا القاعدية (Basal Cell Carcinaoma—BCC) أو سرطان الرئة؛ ويمكن أن يكون مفيد أيضا في إزالة آثار الأنسجة الخبيثة بعد الاستئصال الجراحي للأورام كبيرة.

## العلاج المناعي

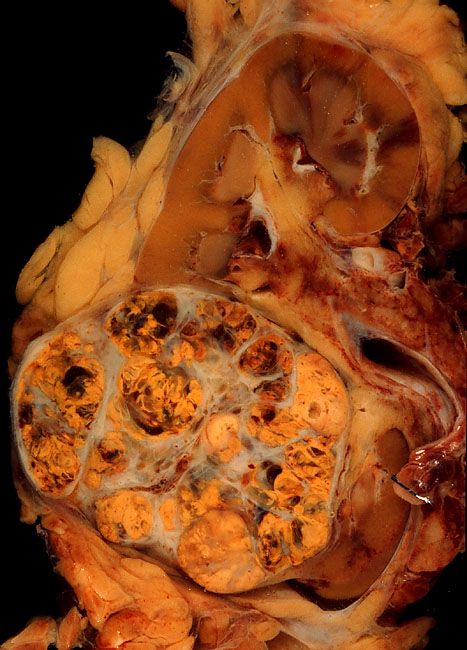
صورة لسرطان الخلايا الكلوية (أسفل اليسار) في عينة كلى.

علاج السرطان المناعي يشير إلى مجموعة متنوعة من الاستراتيجيات العلاجية المصممة لحمل جهاز المناعة لدى المريض نفسه لمحاربة الورم. الأساليب المعاصرة لتوليد استجابة مناعية ضد الأورام تشمل استخدام لقاح«بي سي جي المعالج مناعيا» داخل المثانة لعلاج سرطان المثانة السطحي، واستخدام الإنترفيرون وغيرها من الخلايا التي تحث على استجابة مناعية في حالات سرطان الخلايا الكلوية ومرضى سرطان الجلد. اللقاحات التي تعمل على توليد استجابة مناعية معينة هي موضوع بحث مكثف لعدد من الأورام، لا سيما أورام الجلد الخبيثة وسرطان الخلايا الكلوية. سيبلوسيل-تي Sipuleucel-T على غرار إستراتيجية اللقاحات استخدم مؤخرا في عدد من التجارب السريرية لسرطان البروستاتا حيث تم تحميل خلايا شجيرية من المريض بببتيدالفوسفاتيز الحمضي البروستاتي (prostatic acid phosphatase peptides) للحث على الاستجابة المناعية المحددة ضد الأورام المشتقة من خلايا البروستاتا.
زراعة الخلايا الجذعية المكونة للدم المختلفة جينيا (Allogeneic hematopoietic stem cell transplantation) أو ما يعرف ب «زرع النخاع العظمي» من متبرع غير متطابق جينيا، تعتبر شكل من أشكال العلاج المناعي، حيث تقوم الخلايا المناعية من المتبرع بمهاجمة الورم في الظاهرة المعروفة باسم، تأثير التطعيم ضد الورم. لهذا السبب، تؤدي زراعة الخلايا الجذعية المكونة للدم المختلفة جينيا (HSCT) إلى ارتفاع معدل الشفاء لعدة أنواع السرطان مقارنة بالزراعة الذاتية، على الرغم من أن الآثار الجانبية تكون أكثر شدة.
ويستخدم العلاج المناعي القائم على الخلية (حيث تستخدم خلايا المريض القاتلة الطبيعية والخلايا اللمفاوية المسممة) في الممارسة العملية في اليابان منذ عام 1990. وتقوم الخلايا القاتلة الطبيعية والخلايا اللمفاوية المسممة في المقام الأول بقتل خلايا السرطان عندما تتطور. ويستخدم هذا العلاج جنبا إلى جنب مع غيره من طرق العلاج مثل الجراحة، العلاج الإشعاعي أو العلاج الكيميائي، ويسمى العلاج بتعزيز المناعة الذاتية (إنجليزي) (Autologous Immune Enhancement Therapy - AIET)

## العلاج الهرموني
يمكن ان تتم عرقلة نمو بعض أنواع السرطان عن طريق امداد أو منع بعض الهرمونات. الأمثلة الشائعة الأورام الحساسة للهرمون تشمل أنواع معينة من سرطان الثدي وسرطان البروستاتا. إزالة أو منع هرمون الاستروجين أو هرمون تستوستيرون غالبا ما يكون إضافة هامة للعلاج. في بعض أنواع السرطان، إعطاء الهرمونات (أو مواد مشابهة تعمل نفس العمل)، مثل هرمون البروجيستيرون قد يكون مفيدا في العلاج.

## مثبطات تكوين الأوعية الدموية
تمنع مثبطات تكوين الأوعية الدموية عملية|نمو الأوعية الدموية(بشكل مكثف في منطقة الورم)و التي تحتاجها الأورام للبقاء على قيد الحياة. وقد تمت الموافقة على بعض منهاو هي حاليا قيد الاستخدام السريري. مثل بيفاسيزوماب (bevacizumab|Bevacizumab|bevacizumab)، واحدة من المشاكل الرئيسية مع العقاقير المضادة للتكوين الأوعية الدموية هي وجود العديد من العوامل الأخرى تحفز نمو الأوعية الدموية في الخلايا الطبيعية أو السرطانية. وتستهدف هذه العقاقير عامل واحد فقط، وبالتالي فإن عوامل أخرى تستمر في تحفيز نمو الأوعية الدموية. وتشمل المشاكل الأخرى أيضا طريقة|تعاطي هذه العقاقير ومدى استقرارها ونشاطها في استهداف الأوعية الدموية في الورم على وجه الخصوص.

## السيطرة على الأعراض
وعلى الرغم من السيطرة على أعراض السرطان لا تعتبر من علاج السرطان، ولكنه من العوامل الهامة التي تحدد لنوعية الحياة لمرضى السرطان، وتلعب دورا هاما في اتخاذ القرار ما إذا كان المريض قادرا على الخضوع لعلاجات الأخرى. على الرغم من أن الأطباء عموما يمتلكون المهارات العلاجية للحد من الألم، والغثيان، والتقيؤ والإسهال والنزيف وغيرها من المشاكل المعتادة في مرضى السرطان، إلا أنه ظهر تخصص متعدد التخصصات يسمى الرعاية الملطفة (أو المسكنة) ونشأ هذا التخصص خصيصا استجابة لاحتياجات هذه الفئة من المرضى بالتحكم في أعراض المرض. هذا هو جانب هام خصوصا في رعاية هؤلاء المرضى الذين يكون مرضهم ليس مرشحا جيداً لأشكال أخرى من العلاج. حيث أن معظم العلاجات لمرض السرطان تنطوي بشكل كبير على آثار جانبية مزعجة، المريض الغير مرجو شفاؤه قد يختار بواقعية الحصول على الرعاية الملطفة فقط، وتجنب العلاجات الجذرية في مقابل أن يعيش الحياة الطبيعية لأطول فترة طويلة ممكنة.
المسكنات، مثل المورفين والأوكسيكودون، ومضادات  القيء (العقاقير المستخدمة لمنع الغثيان والقيء) عادة ما تستخدم في المرضى الذين يعانون من الأعراض المرتبطة بالسرطان. مضادات القيء المحسنة مثل أوندانسيترون ونظائرها، وكذلك ابربيتانت جعلت أنواع قاسية من العلاج ممكنة لمرضى السرطان.
ويرتبط الألم المزمن بسبب السرطان بتلف الأنسجة نتيجة لاستمرار عملية المرض أو العلاج (أي جراحة، والإشعاع، والعلاج الكيميائي). على الرغم من أن هناك دائما دور للعوامل البيئية والاضطرابات العاطفية في تكوين سلوكيات الألم، لا تكون هذه العوامل عادة الأسباب السائدة في المرضى الذين يعانون من آلام السرطان.بالإضافة لذلك كثير من المرضى الذين يعانون من الآلام الشديدة المرتبطة مع مرض السرطان يكونون على مقربة من نهاية حياتهم وتكون العلاجات الملطفة ملحة. قضايا مثل وصمة العار الاجتماعية من استخدام المواد الأفيونية، والعمل والوضع الوظيفي، واستهلاك الرعاية الصحية من غير المحتمل أن تكون اعتبارات مهمة في إدارة الحالة بصفة عامة. ومن ثم، فإن الإستراتيجية النموذجية لمعالجة الآلام السرطانية هو حصول المريض على أكبر قدر ممكن من الراحة باستخدام المواد الأفيونية وأدوية أخرى، والجراحة، وإجراءات أخرى. وقد يتردد الأطباء في وصف الأدوية المخدرة لآلام مرضى السرطان في المرحلة النهائية، خوفا من الإدمان أو المساهمة في تثبيط وظيفة الجهاز التنفسي. التوجه للرعاية الملطفة هو أحدث فرع من التوجه للعلاج في المستشفيات، والتي أدت إلى إنتشار التوجه إلى استخدام علاجات وقائية للألم على نطاق واسع لمرضى السرطان.
الإرهاق أيضًا مشكلة شائعة جداً لمرضى السرطان، ولم يصبح بالأهمية بما يكفي لأطباء الأورام حتى يصفوا له العلاج إلا في الآونة الأخيرة، على الرغم من أنه يلعب دورا هاما في نوعية الحياة للعديد من المرضى.

## البحث
التجارب السريرية، تسمى أيضا الدراسات البحثية، هي اختبار علاجات جديدة في الناس المصابين بالسرطان. والهدف من هذه الأبحاث هو إيجاد سبل أفضل لعلاج السرطان ومساعدة مرضى السرطان. التجارب السريرية تختبر أنواع عديدة من العلاج مثل عقاقير جديدة وأساليب جديدة لعملية جراحية أو للعلاج الإشعاعي، وتوليفات جديدة من العلاجات، أو أساليب جديدة مثل العلاج الجيني.
والتجارب السريرية هي واحدة من المراحل النهائية من عملية بحث طويلة ودقيقة لمرض السرطان. حيث يبدأ البحث عن علاجات جديدة في المختبر، حيث يبتكر ويختبر العلماء أفكار جديدة أولا. فإذا كان هذا النهج واعدا، تكون الخطوة التالية اختبار العلاج على الحيوانات لمعرفة كيف يؤثر على السرطان في كائن حي، وما إذا كانت له آثار ضارة. بطبيعة الحال، العلاجات التي تعمل بشكل جيد في المختبر أو في الحيوانات قد لا تعمل بشكل جيد في الإنسان. ثم تتم الدراسات على مرضى السرطان لمعرفة ما إذا كان العلاج واعد وآمن وفعال.
قد يستفيد المرضى الذين يشاركون شخصيا من العلاج الذي يتلقونه. فهم يحصلون على أحدث أساليب رعاية مرضى السرطان من خبراء السرطان، وأنهم يتتلقون إما علاج جديد يجري اختباره أو أفضل علاج للسرطان قياسي متوفر لحالتهم. وفي الوقت نفسه، العلاجات جديدة قد يكون لها أيضا مخاطر غير معروفة، ولكن إذا أثبت العلاج الجديد فعالية أو كان أكثر فاعلية من العلاج المعياري، يكون هؤلاء المرضى الذين يتلقون الدراسة أنه قد يكون من بين أول المستفيدين به. ليس هناك ما يضمن أن يسفر العلاج الجديد أو العلاج المعياري عن نتائج جيدة. في الأطفال المصابين بالسرطان، وجدت دراسة استقصائية للتجارب أن أولئك المنضمين في التجارب كانوا في المتوسط ليس من المرجح أن يكونوا أفضل أو أسوأ حالا من هؤلاء الذين يتم علاجهم بالعلاجات القياسية، وهذا يؤكد أن نجاح أو فشل علاج تجريبي لا يمكن التنبؤ به.

## العلاجات التكميلية والبديلة
علاجات الطب التكميلي والطب البديل (Complementary and alternative medicine CAM) هي مجموعة متنوعة من النظم الطبية ونظم الرعاية الصحية، والممارسات، والمنتجات التي لا تشكل جزءا من الطب التقليدي. «الطب التكميلي» يشير إلى الأساليب والمواد المستخدمة مع الطب التقليدي، في حين ان «الطب البديل» يشير إلى مركبات تستخدم بدلا من الطب التقليدي. استعمال الطب التكميلي والطب البديل شائع بين الناس مع مرض السرطان؛ ففي دراسة تمت عام 2000 وجدت أن 69 ٪ من مرضى السرطان استخدموه على الأقل مرة واحدة كجزء من علاج السرطان. معظم الأدوية التكميلية والبديلة لسرطان لم تدرس بدقة أو تختبر. على الرغم من أن بعض العلاجات البديلة تمت دراستها وتبين أنها غير فعالة الا انه لا تزال يتم تسويقها والترويج لها.

## في فترة الحمل
ارتفعت احتمالية حدوث السرطان خلال فترة الحمل مع ارتفاع معدلات أعمار الأمهات الحوامل ، ونظرا لاكتشاف الأورام صدفة عند الأمهات أثناء الفحوص بالموجات فوق الصوتية قبل الولادة.
```
ويحتاج هذا السرطان إلى علاج يتم تحديده ليكون الأقل ضررا على المرأة والجنين على حد سواء، وفي بعض الحالات، قد يوصى بالإجهاض العلاجي.
```

العلاج الإشعاعي بشكل عام غير وارد، والعلاج الكيميائي يشكل دائما خطر التشوهات الخلقية والإجهاض. ولا توجد معلومات سوى القليل عن تأثير هذه الأدوية على الأطفال.
حتى لو تم اختبار الأدوية وأنها لا تعبر المشيمة لتصل إلى الطفل، بعض أنواع السرطان يمكن ان تسبب الضرر للمشيمة حيث تجعلها قادرة على تمرير الأدوية على أي حال. علاوة على ذلك بعض أشكال سرطان الجلد قد تنتقل لجسم الطفل.
يكون التشخيص أيضا أكثر صعوبة، حيث تكون التصوير المقطعي المحوسب غير قابل للتطبيق بسبب ارتفاع جرعة الإشعاع. ومع ذلك، يعمل التصوير بالرنين المغناطيسي بشكل طبيعي. مع الأخذ في الاعتبارانه لا يمكن أن تستخدم الصبغة، لأنها تعبر المشيمة.
كطرق بديلة ونتيجة لصعوبات التشخيص السليم وعلاج السرطان خلال فترة الحمل، يتم إما إجراء جراحة قيصرية عندما يكون الطفل قابل للحياة من أجل البدء في علاج السرطان أكثر قسوة، أو إجراء عملية إجهاض إذا كان السرطان منتشر بدرجة تجعل من غير المحتمل ان تكون الأم قادرة على الانتظار كل هذا الوقت من أجل علاج هذا السرطان.

## في الرحم
ويتم تشخيص الأورام الجنينية في بعض الأحيان في حين لا يزال الجنين في الرحم. التيراتوما (Teratoma) هو النوع الأكثر شيوعا من الأورام الجنينية، وعادة ما تكون حميدة.

## الموجات فوق الصوتية للطاقة
تجري حاليا دراسات على إمكانية استخدام طاقة الموجات فوق الصوتية كشكل من أشكال العلاج.